# Paquistão nos Jogos Paralímpicos de Verão de 2008
Paquistão participou dos Jogos Paralímpicos de Verão de 2008, que foram realizados na cidade de Pequim, na China, entre os dias 6 e 17 de setembro de 2008. Haider Ali conquistou a medalha de prata no atletismo.